# Clepsis trileucana
Clepsis trileucana es una especie de polilla del género Clepsis, categorizada en la tribu Archipini, de la subfamilia Tortricinae.

## Distribución
Se distribuye por América del Norte.

## Taxonomía
Fue descrita por Doubleday en 1847 y publicada en (Sericoris), Zoologist 5: 1729.